# Боавита
Боавита (исп. Boavita) — город и муниципалитет на северо-востоке центральной части Колумбии, на территории департамента Бояка. Входит в состав Северной провинции.

## История
Поселение, из которого позднее вырос город, было основано в 1633 году. Муниципалитет Боавита был выделен в отдельную административную единицу в 1756 году.

## Географическое положение

Муниципалитет Боавита

Город расположен в северо-восточной части департамента, в гористой местности Восточной Кордильеры, к востоку от реки Чикамоча, на расстоянии приблизительно 117 километров к северо-востоку от города Тунха, административного центра департамента. Абсолютная высота — 2167 метров над уровнем моря.
Муниципалитет Боавита граничит на северо-западе с территорией муниципалитета Типакоке, на западе — с муниципалитетом Соата, на юго-западе — с муниципалитетом Сусакон, на юге и юго-востоке — с муниципалитетом Ла-Увита, на северо-востоке — с муниципалитетом Сан-Матео, на севере — с территорией департамента Сантандер. Площадь муниципалитета составляет 159 км².

## Население
По данным Национального административного департамента статистики Колумбии, совокупная численность населения города и муниципалитета в 2015 году составляла 7079 человек.
Динамика численности населения муниципалитета по годам:
| 2005 | 2006 | 2007 | 2008 | 2009 | 2010 | 2011 | 2012 | 2013 | 2014 | 2015 |
| ---- | ---- | ---- | ---- | ---- | ---- | ---- | ---- | ---- | ---- | ---- |
| 8796 | 8613 | 8437 | 8251 | 8087 | 7920 | 7752 | 7585 | 7410 | 7247 | 7079 |

Согласно данным переписи 2005 года мужчины составляли 48,4 % от населения Боавиты, женщины — соответственно 51,6 %. В расовом отношении белые и метисы составляли 99,7 % от населения города; негры, мулаты и райсальцы — 0,3 %.
Уровень грамотности среди всего населения составлял 86,8 %.

## Экономика
Основу экономики Боавиты составляют сельское хозяйство и добыча каменного угля.

52,9 % от общего числа городских и муниципальных предприятий составляют предприятия торговой сферы, 24 % — предприятия сферы обслуживания, 21,6 % — промышленные предприятия, 1,5 % — предприятия иных отраслей экономики.